# U-24 (tàu ngầm Đức) (1936)
U-24 là một tàu ngầm duyên hải  Lớp Type II được Hải quân Đức Quốc Xã chế tạo trước Chiến tranh Thế giới thứ hai sau khi bãi bỏ những điều khoản của Hiệp ước Versailles vốn cấm Đức sở hữu tàu ngầm. Những tàu ngầm Type II vốn quá nhỏ để có thể tiến hành các chiến dịch cách xa căn cứ nhà, nên U-24 đã đảm nhiệm vai trò tàu huấn luyện tại các trường tàu ngầm Đức. Được huy động do tình trạng thiếu hụt tàu ngầm sau khi xung đột bùng nổ, nó hoạt động tuần tra tại Bắc Hải trước khi quay lại vai trỏ huấn luyện, rồi chuyển sang hoạt động cùng Chi hạm đội U-boat 30 tại Hắc Hải. U-24 đã thực hiện tổng cộng 19 chuyến tuần tra, đánh chìm một tàu buôn tải trọng 961 tấn và năm tàu chiến trước khi bị đánh chìm tại cảng Constanța, România vào ngày 25 tháng 8, 1944.

## Thiết kế và chế tạo
Phân lớp Type IIB là một phiên bản mở rộng của Type IIA trước đó. Chúng có trọng lượng choán nước 279 t (275 tấn Anh) khi nổi và 328 t (323 tấn Anh) khi lặn); tuy nhiên tải trọng tiêu chuẩn được công bố chỉ có 250 tấn Anh (254 t). Chúng có chiều dài chung 42,70 m (140 ft 1 in), lớp vỏ trong chịu áp lực dài 28,20 m (92 ft 6 in), mạn tàu rộng 4,08 m (13 ft 5 in), chiều cao 8,60 m (28 ft 3 in) và mớn nước 3,90 m (12 ft 10 in).
Chúng trang bị hai động cơ diesel MWM RS 127 S 6-xy lanh 4 thì công suất 700 mã lực mét (510 kW; 690 shp) để đi đường trường và hai động cơ/máy phát điện Siemens-Schuckert PG VV 322/36 tổng công suất 460 mã lực mét (340 kW; 450 shp) để lặn, hai trục chân vịt và hai chân vịt đường kính 0,85 m (3 ft). Các con tàu có thể lặn đến độ sâu 80–150 m (260–490 ft). Chúng đạt được tốc độ tối đa 12 kn (22 km/h) trên mặt nước và 6,9 kn (12,8 km/h) khi lặn,  với tầm hoạt động tối đa 3.800 nmi (7.000 km) khi đi tốc độ đường trường 8 kn (15 km/h), và 35–42 nmi (65–78 km) ở tốc độ 4 kn (7,4 km/h) khi lặn.
Vũ khí trang bị bao gồm ba ống phóng ngư lôi 53,3 cm (21 in) trước mũi, mang theo tổng cộng năm quả ngư lôi hoặc cho đến 12 quả thủy lôi TMA. Một pháo phòng không 2 cm (0,79 in) cũng được trang bị trên boong tàu. Thủy thủ đoàn bao gồm 25 sĩ quan và thủy thủ.
U-16 được đặt hàng vào ngày 2 tháng 2, 1935. Nó được đặt lườn tại xưởng tàu của hãng Germaniawerft tại Kiel vào ngày 21 tháng 4, 1936, hạ thủy vào ngày 24 tháng 9, 1936, và nhập biên chế cùng Hải quân Đức Quốc Xã vào ngày 10 tháng 10, 1937 dưới quyền chỉ huy của Hạm trưởng, Trung úy Hải quân Heinz Buchholz.

## Lịch sử hoạt động
U-23 đã đảm nhiệm vai trò tàu huấn luyện tại các trường tàu ngầm Đức. Được huy động do tình trạng thiếu hụt tàu ngầm sau khi xung đột bùng nổ, nó thực hiện được tám chuyến tuần tra tại khu vực Bắc Hải và chung quanh quần đảo Anh. Đến tháng 5, 1940, nó được rút khỏi nhiệm vụ tác chiến để quay trở lại vai trò huấn luyện.
Khi được điều động sang Chi hạm đội U-boat 30 vào tháng 8, 1942, chiếc tàu ngầm được tháo dỡ, vận chuyển dọc theo sông Danube đến cảng Galați của România. Tại đây nó được lắp ráp lại tại Xưởng tàu Galați và gửi đến Hắc Hải. U-24 đi đến cảng Constanța của România, nơi đặt căn cứ cho đến hết quãng đời hoạt động, và thực hiện thêm mười một chuyến tuần tra chiến tranh tại khu vực Hắc Hải. U-24 đã đánh chìm tổng cộng một tàu buôn đối phương tải trọng 961 gross register tons (GRT) cùng năm tàu chiến, gây tổn thất toàn bộ một tàu buôn 7.886 GRT và gây hư hại một tàu buôn khác.
U-24 bị đánh đắm tại cảng Constanța, România, bên bờ Hắc Hải vào ngày 25 tháng 8, 1944 để tránh bị lọt vào tay lực lượng Đồng Minh. Phía Liên Xô trục vớt con tàu vào đầu năm 1945, nhưng cuối cùng sử dụng nó như một mục tiêu thực hành, và bị tàu ngầm M-120 đánh chìm ngoài khơi Sevastopol vào ngày 26 tháng 5, 1947.

### Tóm tắt chiến công
U-24 đã đánh chìm một tàu buôn đối phương tải trọng 961 gross register tons (GRT) cùng năm tàu chiến, gây tổn thất toàn bộ một tàu buôn 7.886 GRT và gây hư hại một tàu buôn khác:
| Ngày              | Tên tàu                | Quốc tịch        | Tải trọng | Số phận            |
| ----------------- | ---------------------- | ---------------- | --------- | ------------------ |
| 9 tháng 11, 1939  | Carmarthen Coast       | Anh Quốc         | 961       | Bị đánh chìm (mìn) |
| 31 tháng 3, 1943  | Kreml                  | Liên Xô          | 7.661     | Hư hại             |
| 15 tháng 6, 1943  | BTSC Zashitnik (số 26) | Hải quân Liên Xô | 441       | Bị đánh chìm       |
| 30 tháng 7, 1943  | Emba                   | Liên Xô          | 7.886     | Tổn thất toàn bộ   |
| 22 tháng 8, 1943  | DB-36                  | Hải quân Liên Xô | 16        | Bị đánh chìm       |
| 22 tháng 8, 1943  | DB-37                  | Hải quân Liên Xô | 16        | Bị đánh chìm       |
| 31 tháng 10, 1943 | SKA-088                | Hải quân Liên Xô | 56        | Bị đánh chìm       |
| 12 tháng 5, 1944  | SKA-0376               | Hải quân Liên Xô | 44        | Bị đánh chìm       |